# Paulin Riva
Pour les articles homonymes, voir Riva.
Pas d'image ? Cliquez ici

a Compétitions nationales et continentales officielles uniquement.

b Matchs officiels uniquement.
Dernière mise à jour le 9 avril 2024.
Paulin Riva, né le 20 avril 1994 à Auch dans le Gers, est un joueur français de rugby à XV et à sept. 
Après avoir été formé au rugby à XV au poste de centre au FC Auch, il s'engage en 2017 avec la Fédération française de rugby et son équipe de rugby à sept. Il est notamment médaillé d'or dans la discipline durant les Jeux olympiques 2024. 

## Biographie
Paulin Riva commence le rugby à XV à l'âge de cinq ans, à l'école de rugby du FC Auch. Par la suite, il compte plusieurs sélections nationales grâce à son intégration au Pôle France de Marcoussis. Découvert en 2013 par Thierry Janeczek, il est sélectionné avec l'équipe de France à sept « développement » pour jouer les tournois de Dubaï et de Las Vegas des moins de 17 ans. En 2014, il intègre l'équipe de l'Union Bordeaux Bègles, où il joue en coupe d'Europe (2 titularisations pour 1 essai) et est sacré champion de France avec l'équipe des moins de 20 ans. 
En 2016, il est prêté à Soyaux Angoulême XV Charente où il joue quinze matchs, dont dix titularisations. En septembre 2017, il signe un contrat d'un an avec la Fédération française de rugby à sept. Durant la saison 2017-2018, il participe à neuf tournois sur dix, avec une qualification en quart de finale de Cup à Cape Town, puis est sélectionné pour participer à la Coupe du monde de rugby à San Francisco, où ils finissent 8e au classement. 
Durant la saison 2018-2019, Paulin Riva participe à sept tournois où il est capitaine de l'équipe aux tournois de Hamilton, Sydney et Las Vegas. Ils finissent 8e au classement général, avec deux médailles d'argent aux tournois de Vancouver et Hong Kong (4 qualifications en quart de finale de Cup).

## Palmarès
- Troisième du Tournoi de Vancouver en 2024
- Vancouver 2019, Hong Kong 2019, Hamilton 2020,Vancouver 2023 et Hong Kong 2024
- Vainqueur du tournoi de Los Angeles 2024[3],[4]
- Vainqueur de la série mondiale 2023-2024 (Tournoi de Madrid)[5]
- Champion olympique 2024

### Distinctions personnelles
- Membre de l'équipe type de Los Angeles 2024

## Distinctions

### Décorations
Chevalier de la Légion d'honneur (décret du 23 septembre 2024)